# Open di Zurigo 2002
L'Open di Zurigo 2002 è stato un torneo femminile di tennis giocato sul cemento indoor. È stata la 19ª edizione del torneo, che fa parte della categoria Tier I nell'ambito del WTA Tour 2002. si è giocato nell'Hallenstadion di Zurigo in Svizzera, dal 14 al 20 ottobre 2002.

## Campionesse

### Singolare
Patty Schnyder ha battuto in finale  Lindsay Davenport con il punteggio di 6(5)–7, 7–6(8), 6–3

### Doppio
Elena Bovina /  Justine Henin hanno battuto in finale  Jelena Dokić /  Nadia Petrova con il punteggio di 6–2, 7–6(2)